# Чёрная Гора (деревня)
Чёрная Гора — деревня в Слободском районе Кировской области в составе Шестаковского сельского поселения.

## География
Находится в северной части района на расстоянии менее 1 км на восток от села Лекма.

## История
Известна с 1747 года как деревня Большое Подгорье с населением 16 душ (мужского пола). В 1873 году здесь было учтено дворов 10 и жителей 67, в 1905 (появилось альтернативное название Черная Гора)  9 и 49, в 1926 10 и 46, в 1950 7 и 25, в 1989 проживало 14 жителей. 

## Население
Постоянное население  составляло 34 человека (русские 94%) в 2002 году, 23 в 2010.